# Melchior Fritsch

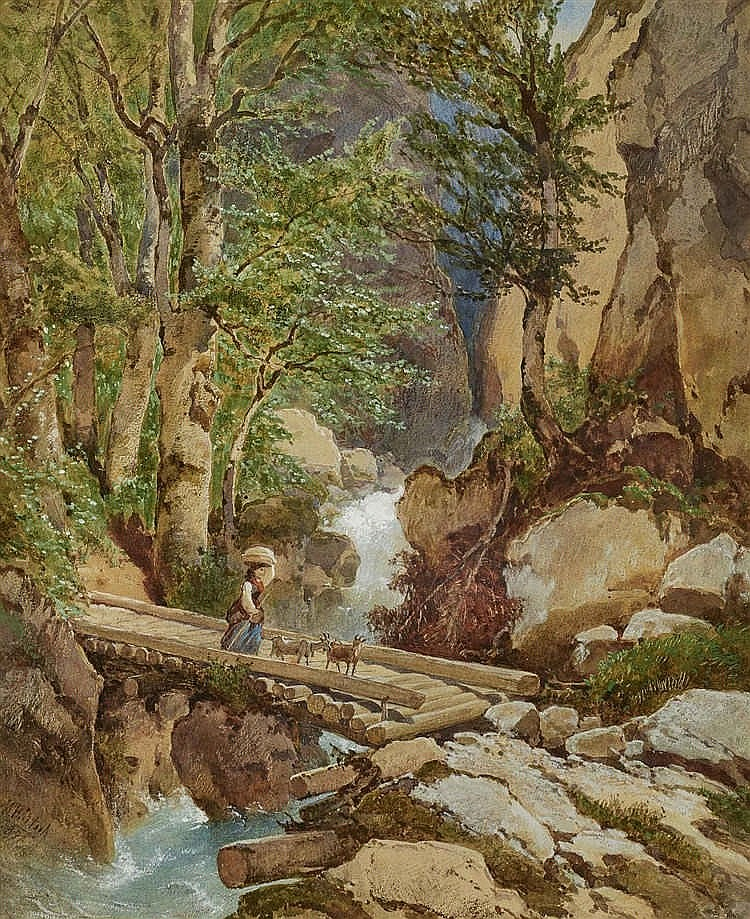
Ziegenhirtin im Gebirge
beim Überqueren einer Brücke

Melchior Fritsch (* 2. Januar 1826 in Wien; † 5. Mai 1889 ebenda) war ein österreichischer Landschaftsmaler, Zeichner und Lithograf.

## Leben
Fritsch war ein Sohn des Schriftstellers Franz Xaver Fritsch. Er begann seine Malerlehre als Privatschüler von Joseph Höger und setzte das Studium an der Akademie der bildenden Künste Wien bei Joseph Mössmer und Franz Steinfeld fort. 
1845 erhielt er eine Goldmedaille für ein Landschaftsbild.
Fritsch unternahm Studienreisen durch die Alpen, nach Italien, Südtirol, dem Nahen Osten (Konstantinopel, Smyrna), nach Paris und 1886 nach Berlin.
Er war Mitglied des Wiener Künstlervereins „Eintracht“, seit 1859 der Patriotischen Union der Wiener Künstler, Mitbegründer des Wiener Künstlerhauses.
Einige seiner Landschaftsbilder wurden von 1876 bis 1884 von den kaiserlichen Kunstsammlungen erworben.
Neben den Landschaftsbildern malte er Bildnisse berühmter österreichischer Schauspieler (Johann Nestroy als Willibald, Lithografie 1847, Wien Museum am Karlsplatz).
Werke von Melchior Fritsch befinden sich in den Sammlunges des Landesmuseum Oberösterreich in Linz, Stift Seitenstetten und der Akademie der bildenden Künste Wien.